# Racotis
Racotis (en egipcio 𓂋𓏤𓂝𓀨𓏏𓊖 Ra-Kedet; en griego Ῥακῶτις) era el nombre original de la ciudad de Alejandría, en la costa norte de Egipto, antes del cambio de nombre llevado a cabo por Alejandro Magno. Racotis, a diferencia de los demás puertos del delta del Nilo, era accesible de manera fiable para los buques grandes, y poseía un canal que suministraba agua suficiente para la ciudad.
Alejandría fue planeada por Dinocrates, un experimentado griego arquitecto y urbanista de Rodas, quien dio ejemplo de la nueva ciudad de la arquitectura helenística popular en el mundo griego en ese momento. El pequeño pueblo existente de Racotis, a continuación, un puerto pesquero, se convirtió en la cuarta mayor ciudad egipcia.

## Historia

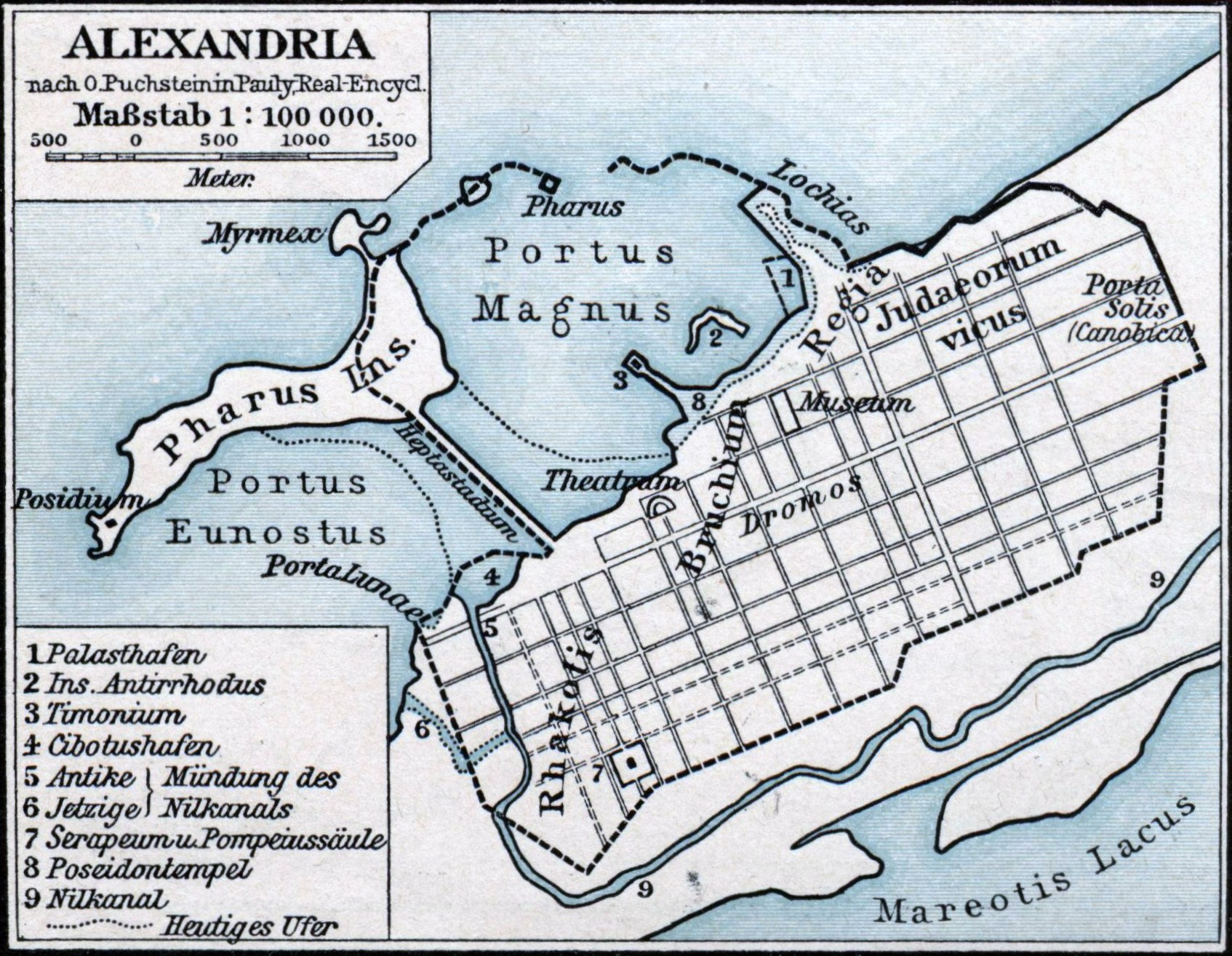
Mapa de Racotis después de ser renombrada a Alejandría.

Racotis era una ciudad del Antiguo Egipto que ya existía en la costa y que después de la conquista de Alejandro Magno pasó a llamarse  Alejandría. El nombre Racotis siguió existiendo, pero para designar el barrio donde se ubicaba el antiguo pueblo, debido a los nativos egipcios que vivieron en la zona y a sus monumentos de estilo egipcio.
La conquista de la ciudad por Alejandro fue una parte de su conquista de Egipto, que representa el fin del dominio rey persa Darío III en el territorio. Eso significaba que Alejandro fue recibido como liberador debido a la insatisfacción de los egipcios respecto a los persas. Por lo tanto, los sacerdotes egipcios expresaron su agradecimiento al hacer faraón a Alejandro, hijo de Amón. Después de las fiestas de su coronación, Alejandro pasó el invierno en la costa mediterránea, en un pueblo conocido como Racotis, en el extremo occidental del Delta y justo detrás de la isla de Faro.
La ciudad de Racotis  llegó a ser importante para Alejandro Magno una vez asentado al oeste del delta en el istmo entre el mar y el lago Mareotis cerca del Nilo Canópico brazo un lugar saludable, incluso en el verano debido a etésios vientos. El puerto, protegido por la isla de Faro, es relativamente segura bajo grandes tormentas.

## Sociedad
La región de Racotis estaba poblada principalmente por pescadores, donde el descontento con el control de los persas era grande. Con la conquista de la ciudad, la satisfacción general ha aumentado desde que los antiguos macedonios eran más "comprensibles" que sus predecesores y han sido asistidos por las diversas corrientes del pensamiento griego, fueron más fácilmente aceptado en los territorios en los que se establecieron.
El barrio Racotis fue la más desfavorecida de la ciudad de Alejandría. El espectro social de la ciudad se abrió en una amplia gama. En la parte superior estaba el rey y su corte, los altos funcionarios y el ejército. Luego los eruditos, científicos y estudiosos, los ricos comerciantes, pequeños comerciantes, los artesanos, los estibadores, marineros y los esclavos. Los egipcios nativos, sin embargo, forman el cuerpo principal de la población de Alejandría, incluyendo los campesinos, artesanos, pequeños comerciantes, pastores, marineros, etc. Se hablaban varios idiomas en las calles. El griego, en sus diferentes dialectos, era, naturalmente, el más extendido y el egipcio era la lengua hablada en los barrios nativos.
Fue una ciudad griega, con ciudadanos griegos o macedonios, pues la población egipcia que optaba por establecerse allí no tenían derechos políticos. De este modo lograron convertir a los nativos en una amplia población de trabajadores, sin derechos políticos, que se encargaban de los trabajos más pesados.